# Семен Конашкович
Семен Конашкович (? — після 1594) — діяч київського магістрату часів Речі Посполитої, війт Києва в 1581–1587 роках.

## Життєпис
Походив з роду Конашковичів, які на думку деяких дослідників були родичами гетьмана Петра Сагайдачного (втім, достеменно не доведено). Стосовно діяльності Семена Конашковича замало відомостей. Висловлюється думка,  що займався торгівлею рибою. Перша згадка про нього міститься в «Описі київського замку» від 1552 року. Мешкав на Подолі, де мав значну садибу. З часом значно збільшив статки, навіть вулиця, де він мешкав стала називатися Конашківською.
Вже у 1564 році був лавником, одним з очільників спротиву намірів київського воєводи князя Костянтина Василя Острозького підкорити магістрат. У 1570 році обирається райцею. Разом з війтом Гаврилом Роєм відстоював інтереси магістрату у судових процесах зі шляхтою воєводства. Є окремі згадки про участь в судових засіданнях з майнових суперечок міщан. 1571 року входив до комісії, що займалася збором податку на майно. У 1573 році стає бурмистром.
У 1575 році призначається субделегатом (виконавцем обов'язків війта Києва). Керував в останніх місяцях року. 1576 року новим війтом обрано Федора Черевчея, а Конашкович знову став бурмистром. У 1578–1580 роках відзначився у Лівонській війні. У 1579 році за час його відсутності ротмістр київського замку К. Стужинський пограбував Багричів — фільварок Конашковича.
У 1581 році стає війтом за підтримки короля Стефана Баторія (отримав привілей на війтівство 15 лютого). 1582 року разом з магістратом домігся королівського привілею на урівняння магістратських урядників у сплаті штрафів і головщини зі шляхтою, «яко людей украинных и яко тых, которые се службою рыцерскою волною забавляют».
21 лютого 1585 року на прохання війта король Стефан Баторій своїм указом ще раз підтвердив право київських міщан на безмитну торгівлю. Водночас нагадував про обов'язковість дотримання киянами всіх кондицій та обов'язків перед державою. Його урядування тривало до 1587 року. Конашковича змінив на посаді Федір Вовк.
Остання згадка припадає на 1594 рік, коли Конашкович обіймав посаду бурмистра Старої ради. Його разом з бурмистром Андрієм Смолягою, радцею Дешком Динкою було звинувачено в пограбуванні майна, що належало Михайлівському Золотоверхому монастиреві. Подальша доля невідома.

## Родина
- Артем Конашкович, війт Києва в 1625–1628 роках.